# Claude Paradin
Claude Paradin (1510 után-1573), francia heraldikai és genealógiai író. Nem tévesztendő össze bátyjával, Guillaume Paradin-nel, aki nála termékenyebb szerző volt.

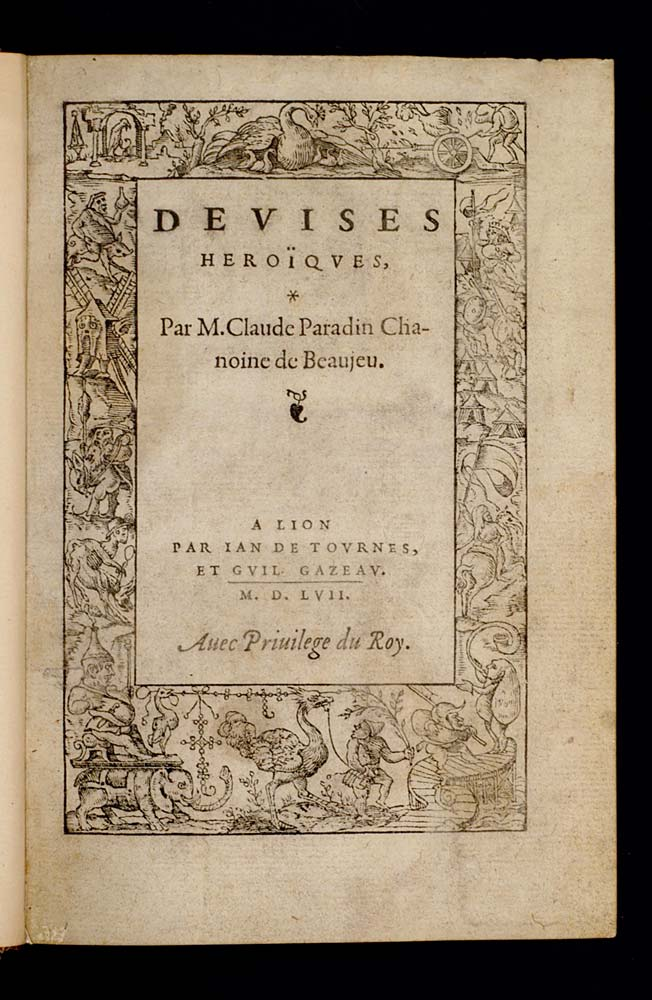
Devises heroïques címlap, 1557

A Cuiseaux-i Saône-et-Loire-ban született. Bátyjához hasonlóan felnőttkorát ő is a Lyon melletti Beaujeu egyház kanonokaként élte. Devises heroïques (Lyon, 1557) című heraldikai művén kívül csak másik két műve ismert (mindkettőt Jean de Tournes lyoni kiadó jelentette meg, aki az illusztrált és emblematikus művek kiadására specializálódott). Az egyik a Quadrins historiques de la Bible (Lyon, 1553), a másik pedig az Alliances genealogiques des rois et princes de Gaule (Lyon, 1561). Mindkettő mutat bizonyos közös vonásokat heraldikai művével, de egyik sem érte el a Devises heroïques népszerűségét.
Az Alliances genealogiques a rokoni heraldika területét érinti. Közli a francia királyok és királynék címereinek ábráit, melyhez rövid genealógiai kommentárokat fűz. Quadrins historiques című műve az Ótestamentum első részének illusztrált változata. Minden epizódot fametszet illusztrál, melyet rövid francia nyelvű vers magyaráz, hasonlóan az Ó- és Újtestamentum korabeli emblematikus kiadványaihoz, melyeket akkoriban Lyonban és Párizsban adtak ki.

## Devises heroïques
Paradin legnagyobb hatású műve a Devises heroïques volt, mely a címertanban használt ábrák gyűjteménye. Hamar kiadták hollandul (Princelijcke deuijsen ofte wapenen van M. Claude Paradyn Canonick van Beaujeu. Ende vanden Heere Gabriel Seimeon, ende meer andere auteurs. Antwerpen, 1562, 1563) és angolul is (The heroicall devises of M. Claudius Paradin, Whereunto are added the Lord Gabriel Symeons and others. Translated out of our Latin into English by P.S. William Kearney. London, 1591), majd több francia nyelvű kiadása is megjelent. A második bővített kiadást 1557-ben Jean de Tournes és Guillaume Gazeau jelentette meg Lyonban, majd ezt a 17. század elejének kiadásai követték Párizsban (1614, 1621 és 1622), Rolet Boutonné által. Ezek tovább módosított és jelentősen kibővített kiadások, amelyekben Paradin metszeteit Adrian d’Amboise, francia embléma- és címerábra-szakértő új kommentárjai egészítik ki.
Az antwerpeni Plantin-nyomda újítása volt (1561, 1562 és 1567), hogy Paradin címerábráit egyesítették Gabriel Simeoni kisebb, 37 ábrát tartalmazó gyűjteményével, majd az egyesített szöveg latin fordítását is kiadták (1562, 1567 és 1583). A mű fametszeteinek nyomtatódúcai ma is megvannak az antwerpeni Plantin Moretus múzeumban.
Az olasz, majd a francia arisztokrácia előszeretettel használta címereinek ábráit palotái kárpitjain tulajdonjegyként. Paradin műve volt az első, mely ezen címertani ábrákat nyomtatott formában tette közzé. Műve nagy hatással volt a későbbi szerzőkre, akik több emblémát is átvettek (mint pl. Angliában Geffrey Whitney), a különféle területeken működő kézművesek pedig mintaként használták. Mária, Skócia királynője a hímzéseihez vette mintaként és nagy hatással volt az angol címerjelek ábrázolásmódjára is.

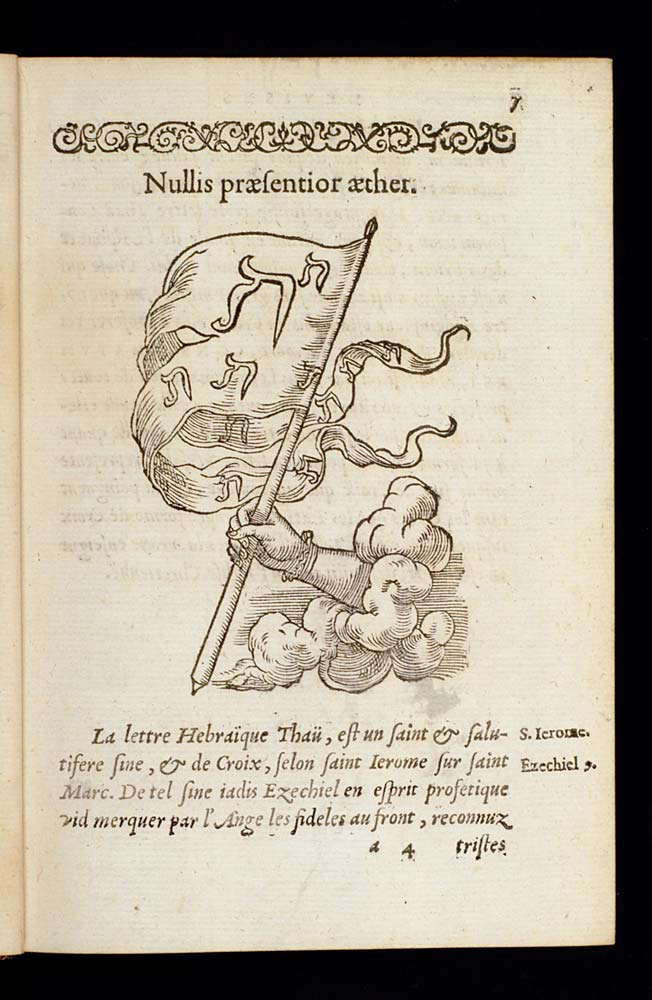
Zászló
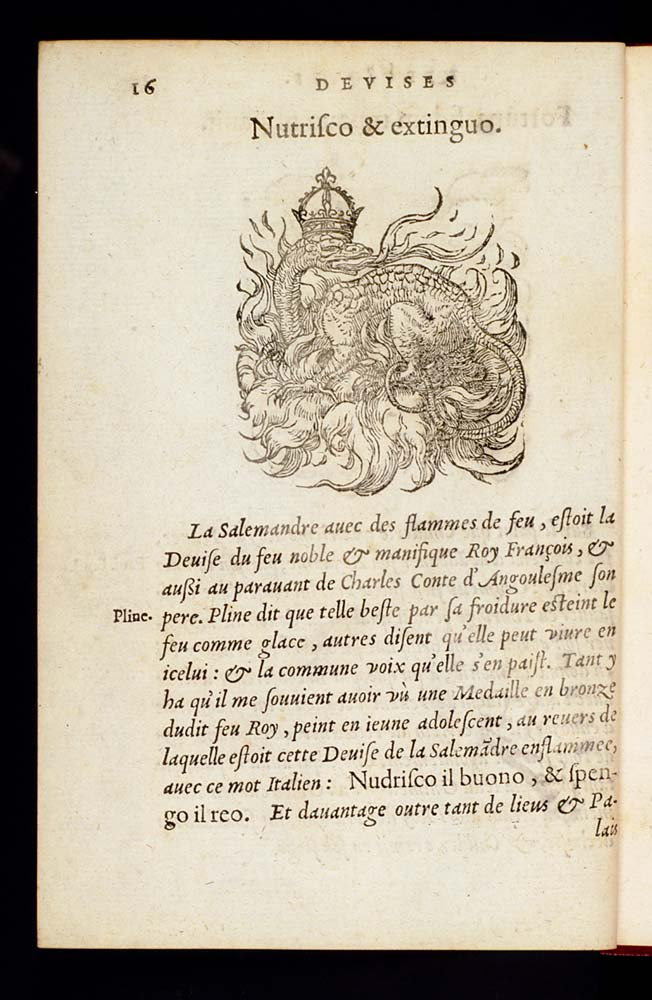
Szalamandra
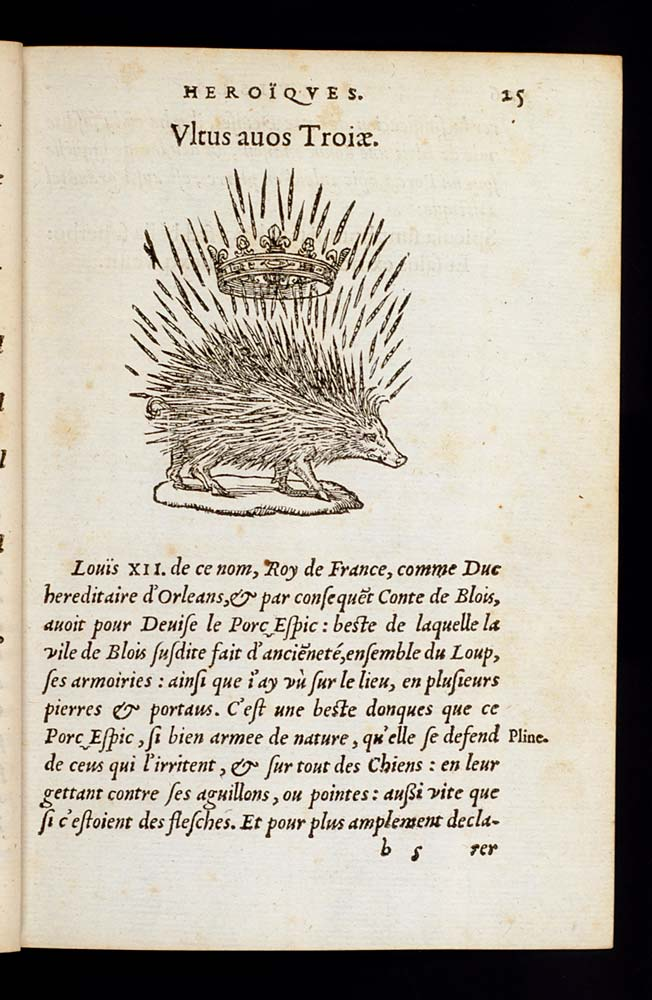
Sün
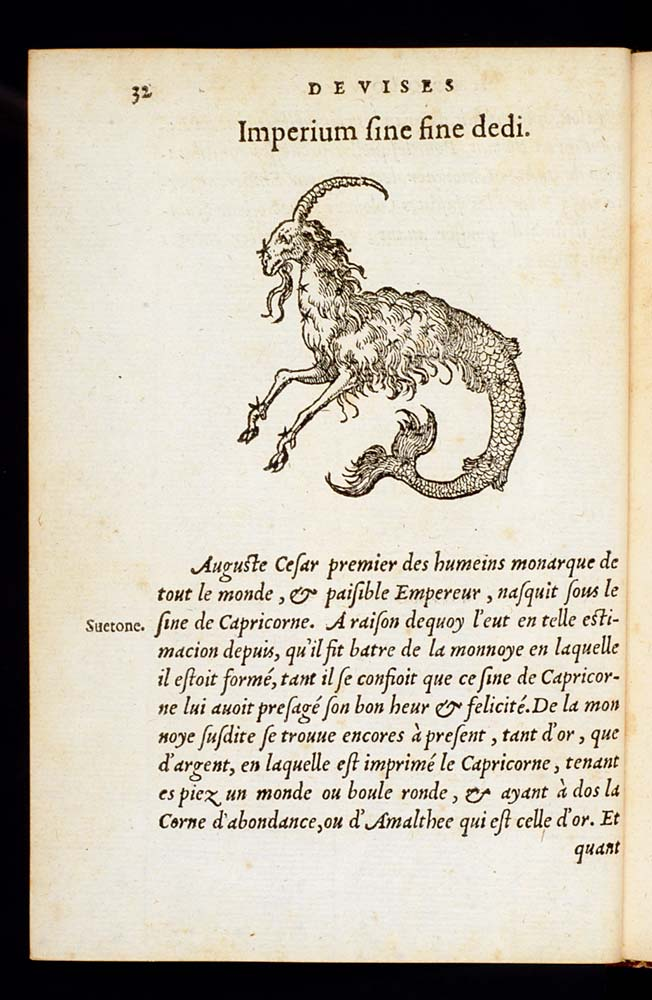
Tengeri kecske
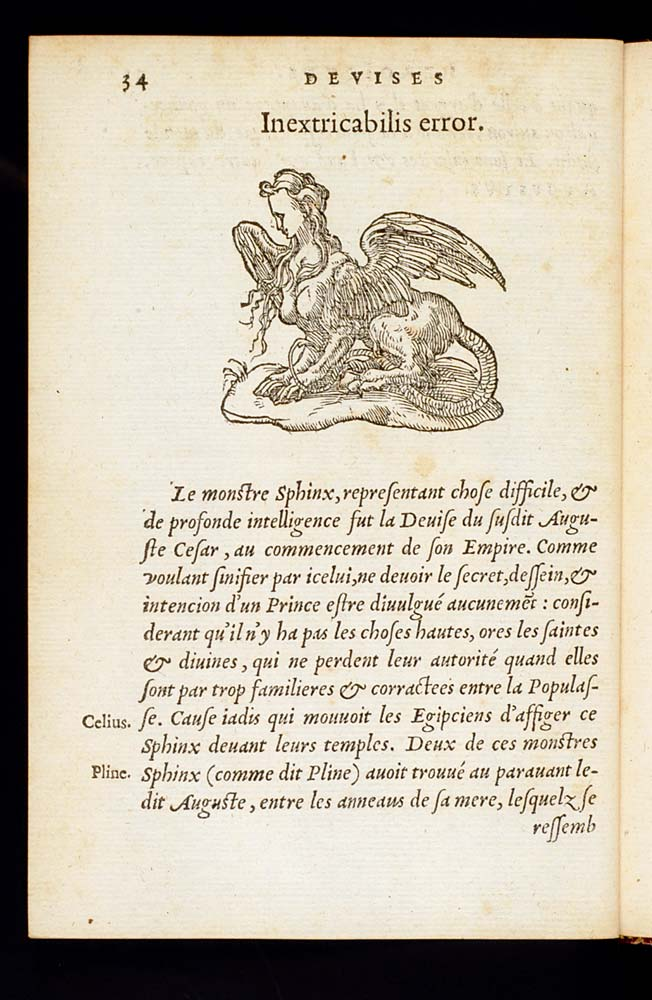
Szfinx
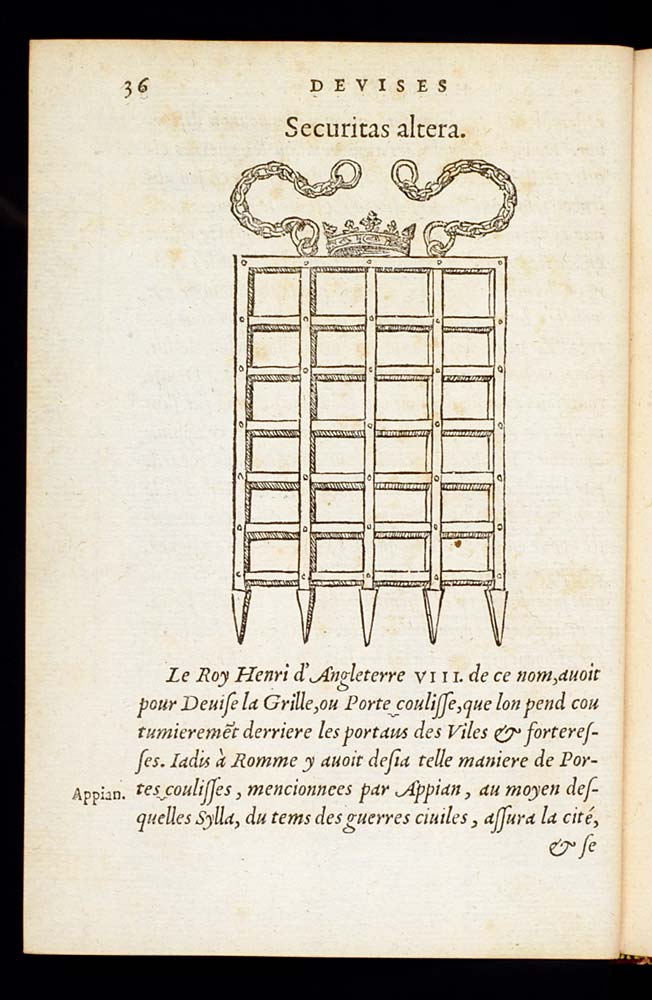
Rács
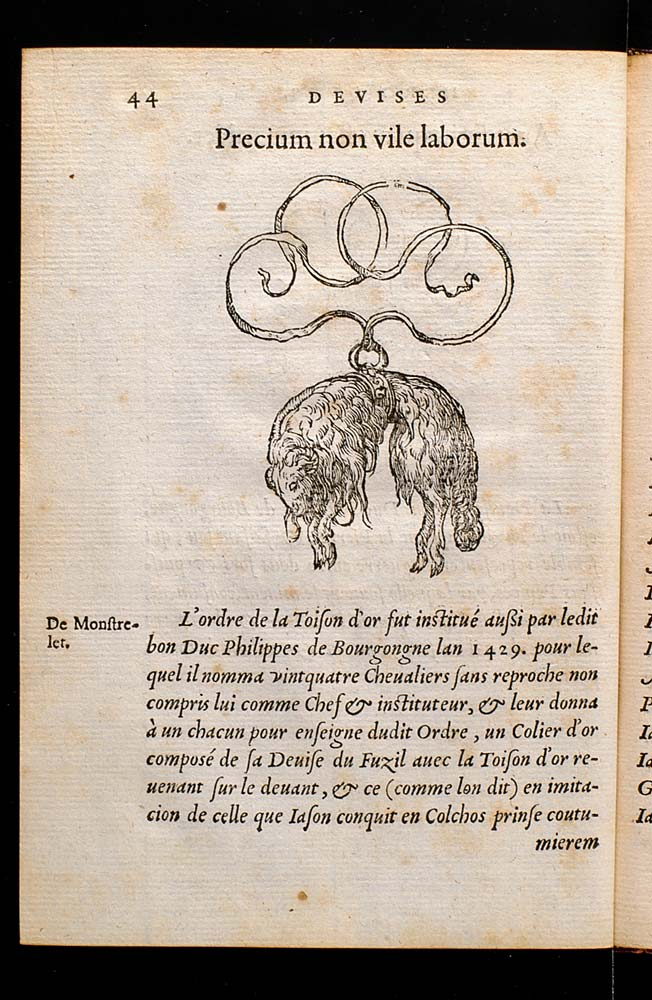
Aranygyapjas rend
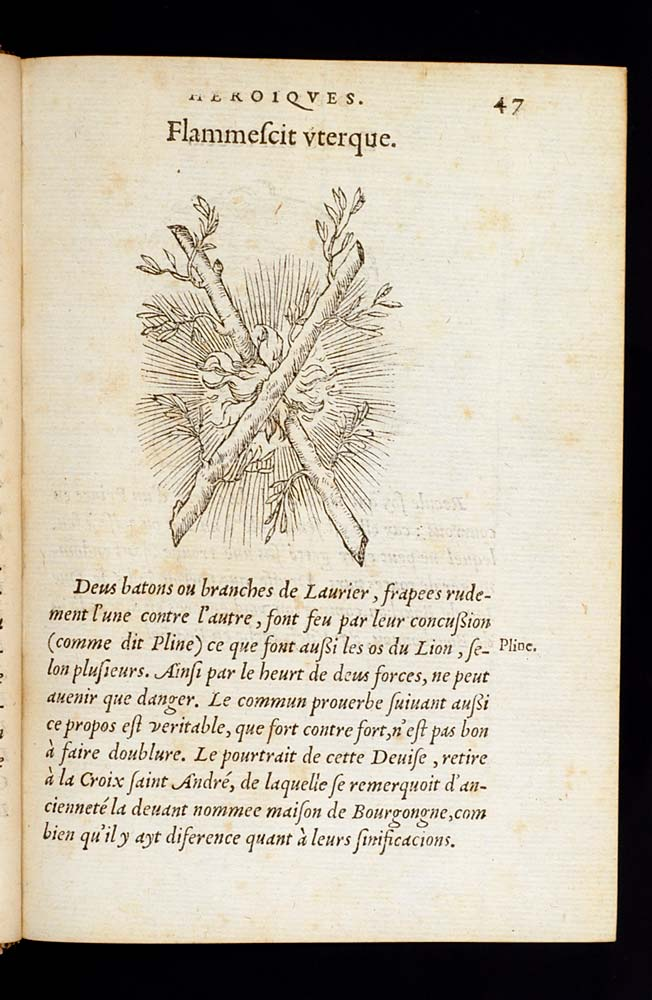
Ágcsonkok
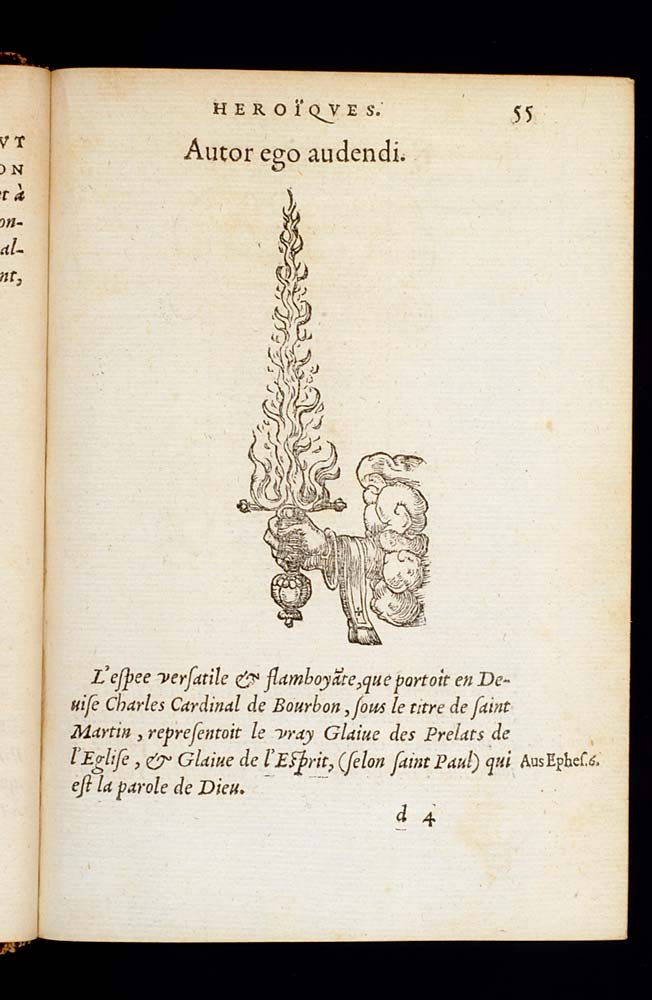
Lángoló kard
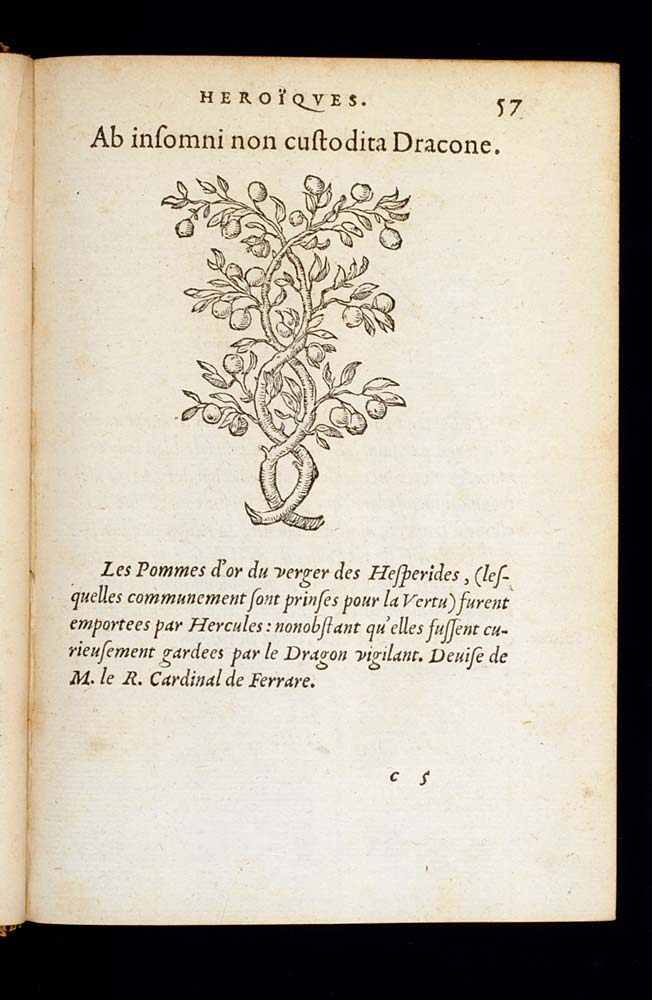
Aranyalma-fa
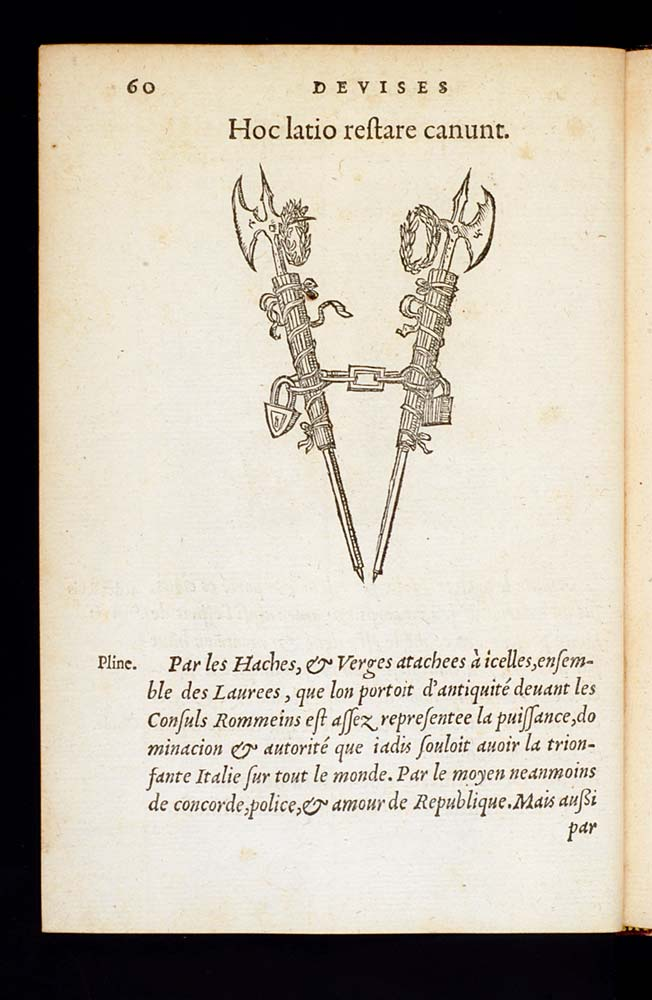
Bárdok
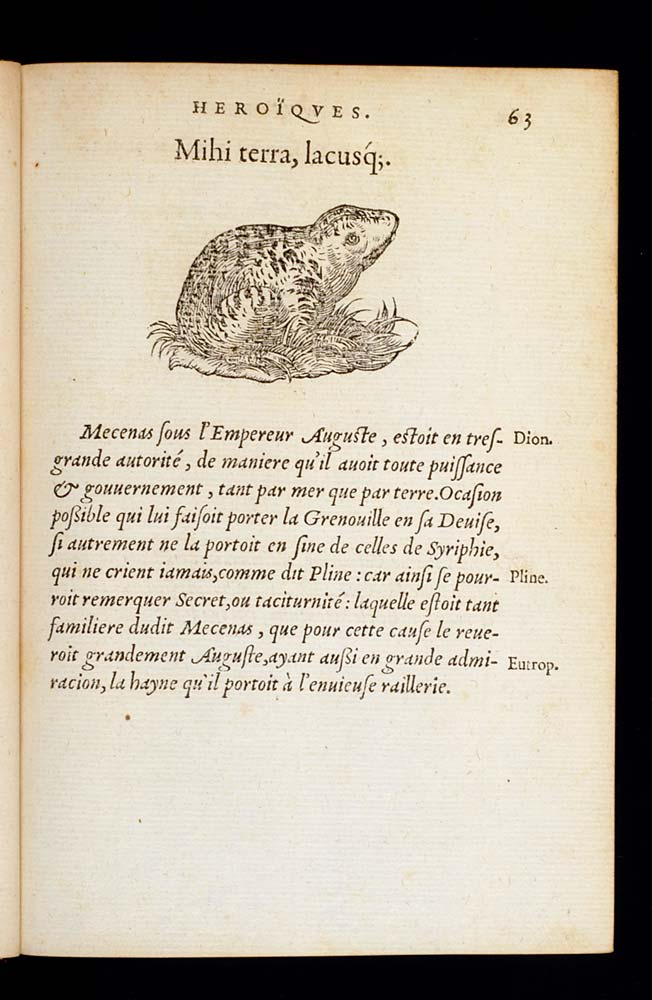
Béka
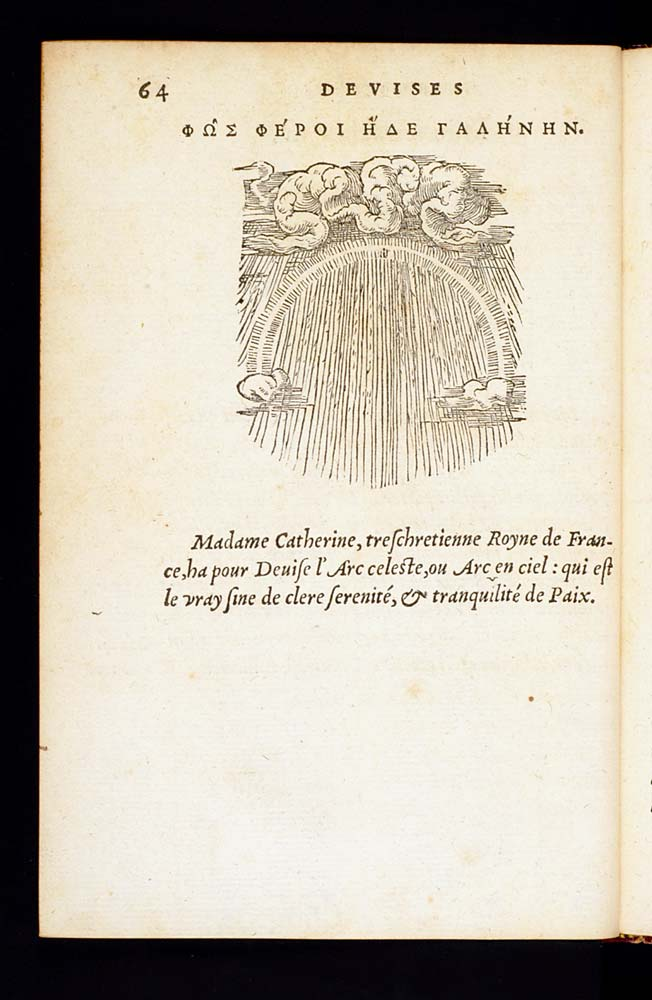
Szivárvány

## Külső hivatkozások
- 1551
- 1557